# Zebulon (Caroline du Nord)
Pour les articles homonymes, voir Zébulon.
Zebulon est une ville du comté de Wake, dans l'État de Caroline du Nord, aux États-Unis. Elle fait partie de la zone métropolitaine connue sous le nom de Research Triangle. En 2008, la population de la ville était estimée à 4732 habitants.
La ville possède trois lieux classés au « Registre national des lieux historiques » des États-Unis : Le bâtiment de la Wakelon School datant de 1908, la Bennett Bunn Plantation, un domaine agricole et une ferme datant de 1833 et la George and Neva Barbee House dont la construction date de 1914.
La ville est desservie par l'Aéroport international de Raleigh-Durham.

## Démographie
| 1910 | 1920 | 1930 | 1940  | 1950  | 1960  |
| ---- | ---- | ---- | ----- | ----- | ----- |
| 482  | 953  | 860  | 1 070 | 1 378 | 1 534 |

| 1970  | 1980  | 1990  | 2000  | 2010  | - |
| ----- | ----- | ----- | ----- | ----- | - |
| 1 839 | 2 055 | 3 173 | 4 046 | 4 433 | - |